# پرستوهای بال‌زبر
 پرستوهای بال‌زبر (نام علمی: Stelgidopteryx) نام یک سرده از تیره پرستویان است.

## گونه‌ها
- پرستوی بال‌زبر شمالی, Stelgidopteryx serripennis
  - Ridgway's Rough-winged Swallow, Stelgidopteryx serripennis ridgwayi
- پرستوی بال‌زبر جنوبی, Stelgidopteryx ruficollis,